# Jennie Reed
Jennie Reed, (Bellevue, Washington, 20 d'abril de 1978) és una ciclista estatunidenca especialista en el ciclisme en pista. Va aconseguir una medalla de plata als Jocs Olímpics de Londres i diferents medalles als Campionats mundials.

## Palmarès
- 2005
  -  Campiona dels Estats Units en velocitat
  -  Campiona dels Estats Units en keirin
  -  Campiona dels Estats Units en 500 m contrarellotge
- 2006
  -  Campiona dels Estats Units en velocitat
  -  Campiona dels Estats Units en keirin
  -  Campiona dels Estats Units en 500 m contrarellotge
  -  Campiona dels Estats Units en velocitat per equips
- 2007
  - Campiona als Campionats Panamericans en keirin
  -  Campiona dels Estats Units en velocitat
  -  Campiona dels Estats Units en keirin
  -  Campiona dels Estats Units en persecució per equips
- 2008
  -  Campiona del món de keirin
- 2010
  -  Campiona dels Estats Units en madison
  -  Campiona dels Estats Units en scratch
- 2011
  -  Campiona dels Estats Units en persecució per equips
- 2012
  -  Medalla de plata als Jocs Olímpics de Londres en Persecució per equips (amb Sarah Hammer, Dotsie Bausch i Lauren Tamayo)

### Resultats a laCopa del Món
- 2004
  - 1a a la Classificació general i a la prova de Manchester, en keirin
- 2007-2008
  - 1a a Los Angeles, en keirin